# 니나 (1993년 영화)
《니나》(영어: Point of No Return, 북미 외 대다수 지역에서는 영어: The Assassin)는 미국에서 제작된 존 배덤 감독의 1993년 액션 영화이다. 브리짓 폰다 등이 출연하였고, 아트 린슨 등이 제작에 참여하였다.

## 출연진
- 브리짓 폰다
- 게이브리얼 번
- 더멋 멀로니
- 앤 밴크로프트
- 하비 카이텔
- 미겔 퍼레어
- 올리비아 다보
- 리처드 로마너스
- 제프리 루이스
- 마이클 래퍼포트
- 카먼 저파타
- 로레인 투산트

## 기타 제작진
- 공동 제작: 제임스 허버트
- 협력 제작: D. J. 커루소, 데이비드 소스나
- 배역: 보니 티머먼
- 미술: 필립 해리슨
- 의상: 말린 스튜어트